# 戴相竜
戴相竜（たい そうりゅう、ダイ シャン ロン、Dai Xianglong, 1944年11月 - ）は、中華人民共和国の政治家。全国社会保障基金理事会理事長・書記。元中国人民銀行総裁・天津市長・第15～17回中国共産党中央委員会委員。

## 略歴[1]
- 1944年 - 中華民国江蘇省儀徴市で生まれる
- 1973年 - 中国共産党に入党
- 1985年 - 中国農業銀行副行長に就任、その後交通銀行ゼネラルマネージャーに就任
- 1995年 - 中国人民銀行行長に就任（2002年まで）
- 2002年 - 天津市長に就任（2007年まで）
- 2008年 - 全国社会保障基金理事会理事長・書記に就任